# Димитър Бучински
Димитър Бучински е български живописец, скулптор, реставратор и краевед.

## Биография
Димитър Бучински е роден на 30 май 1910 г. във Враца. Завършва Художествената академия в София. Автор е на множество картини и е изградил много паметници на личности в България. Реставрира стенописите на църквата „Света Петка Самарджийска“ в София.
През 1941 г. се включва в археологическите разкопки при прохода Вратцата. Чрез намерените артефакти се доказва като добър анализатор на средновековната история на Враца и Врачанския край. Благодарение на направена от него илюстрация, може да се види как е изглеждала вече несъстествуващата Джоголанова чешма в Копривщица, построена през 1810 г., съборена при ремонт на западната фасада на едноименната къща през 1962 г.
През 1961 г. става почетен гражданин на Враца.